# Manuel Recinos
Manuel Lisandro Recinos Cruz (Ciudad de Guatemala; 4 de febrero de 1944-24 de julio de 2010) fue un futbolista y médico guatemalteco.

## Trayectoria
Era apodado "escopeta", se desempeñaba como delantero y en 1963, pasó a formar parte del Aurora FC de su ciudad natal. En 1970, se retiró y se graduó como médico años después.

## Selección nacional
Fue junto a los mexicanos Raúl  Arellano y Luis Estrada, el máximo goleador del Campeonato de Naciones de la Concacaf de 1967 que ganó la selección de Guatemala.

### Participaciones en Campeonatos Concacaf
| Copa                                          | Sede     | Resultado | Part. | Goles |
| --------------------------------------------- | -------- | --------- | ----- | ----- |
| Campeonato de Naciones de la Concacaf de 1967 | Honduras | Campeón   | 5     | 3     |

## Palmarés

### Títulos nacionales
| Título                    | Equipo | País      | Año     |
| ------------------------- | ------ | --------- | ------- |
| Liga Nacional             | Aurora | Guatemala | 1964    |
| Liga Nacional             | Aurora | Guatemala | 1966    |
| Liga Nacional             | Aurora | Guatemala | 1967-68 |
| Copa Nacional             | Aurora | Guatemala | 1967-68 |
| Copa Campeón de Campeones | Aurora | Guatemala | 1968    |
| Copa Nacional             | Aurora | Guatemala | 1968-69 |

### Títulos internacionales
| Título                                | Equipo    | Sede     | Año  |
| ------------------------------------- | --------- | -------- | ---- |
| Campeonato de Naciones de la Concacaf | Guatemala | Honduras | 1967 |

### Distinciones individuales
| Distinción                                                | Año  |
| --------------------------------------------------------- | ---- |
| Máximo goleador del Campeonato de Naciones de la Concacaf | 1967 |